# Tirigan
Tirigan fue el último rey de la dinastía guti de Sumer, que gobernó durante 40 días, antes de ser derrotado por Utu-hegal de Uruk, según la Lista Real Sumeria, ca. 2050  a.  C. (cronología corta).